# Kathleen (Mondkrater)
Kathleen ist ein Einschlagkrater auf der Mondvorderseite am südlichen Rand des Palus Putredinis, am westlichen Ende der kleinen Mondrille Rima Vladimir. Sein Durchmesser beträgt 5,37 km.
Die namentliche Bezeichnung geht auf eine ursprünglich inoffizielle Bezeichnung auf Blatt 41A3/S1 der Topophotomap-Kartenserie der NASA zurück, die von der IAU 1976 übernommen wurde.